# Bazylika Niepokalanego Poczęcia Najświętszej Marii Panny w Berdyczowie
Bazylika Niepokalanego Poczęcia Najświętszej Marii Panny (także: Sanktuarium Matki Boskiej Berdyczowskiej; ukr. Костел Непорочного Зачаття Пресвятої Діви Марії) – kościół karmelitański wzniesiony w latach 1739–1743 (podawane są też daty 1737–1754) według projektu polskiego generała-architekta Jana de Witte.

## Historia
W 1630 wojewoda kijowski, Janusz Tyszkiewicz sprowadził do Berdyczowa konwent karmelitów bosych i podarował do klasztornego kościoła obraz przedstawiający Matkę Boską Śnieżną. Rozpoczęte prace budowlane zostały przerwane, a nieukończony kościół obrócony w ruinę przez kozaków podczas powstania Chmielnickego. Następnie potomkowie wojewody usunęli zakonników z Berdyczowa w 1686.
Zakonnicy powrócili w 1717 i zaczęli budowę trójnawowego kościoła i gmachów klasztornych. Na skrzyżowaniu nawy głównej późnobarokowego kościoła z transeptem osadzono wyniosłą kopułę. W 1756 obraz Matki Bożej Berdyczowskiej koronowano papieskimi koronami. Na początku konfederacji barskiej w 1768 był ważnym punktem oporu konfederatów. Obroną klasztoru dowodził Kazimierz Pułaski.
W 1810 do fasady dobudowano dwie wieże. Od tej pory do świątyni przybywali liczni pielgrzymi. W Berdyczowie otworzono drukarnię i rytownię. Zgromadzone bogate zbiory biblioteczne. W 1856 dokonano drugiej koronacji obrazu, ponieważ poprzednie korony zostały skradzione. W 1866 władze rosyjskie dokonały kasaty zakonu. Przez następne kilkadziesiąt lat sanktuarium znajdowało się pod opieką księży diecezjalnych.
Berdyczów po zakończeniu Wielkiej Wojny znalazł się poza granicami II Rzeczypospolitej. Za czasów ZSRR władza sowiecka przejęła świątynię i przeznaczyła ją na muzeum ateizmu.
Zespół pokarmelicki spłonął w wyniku prawdopodobnie podpalenia przez komunistów w okresie II wojny światowej. Wizerunek Matki Boskiej Śnieżnej zaginął, a rama z obrazu wraz z naczyniami liturgicznymi została przez nowe władze przetopiona na metale kolorowe. Barokowe wnętrze świątyni zostało celowo zdemolowane i doszczętnie zniszczone.
Po upadku ZSRR karmelici bosi powrócili do Berdyczowa w 1991. W 1994 udało im się odzyskać świątynię w stanie ruiny, pozbawioną wszelkiego wyposażenia. Wewnątrz górnego kościoła rosły drzewa, a w dolnej części zlokalizowana była sala sportowa. Karmelici niezwłocznie przystąpili do odbudowy świątyni. 

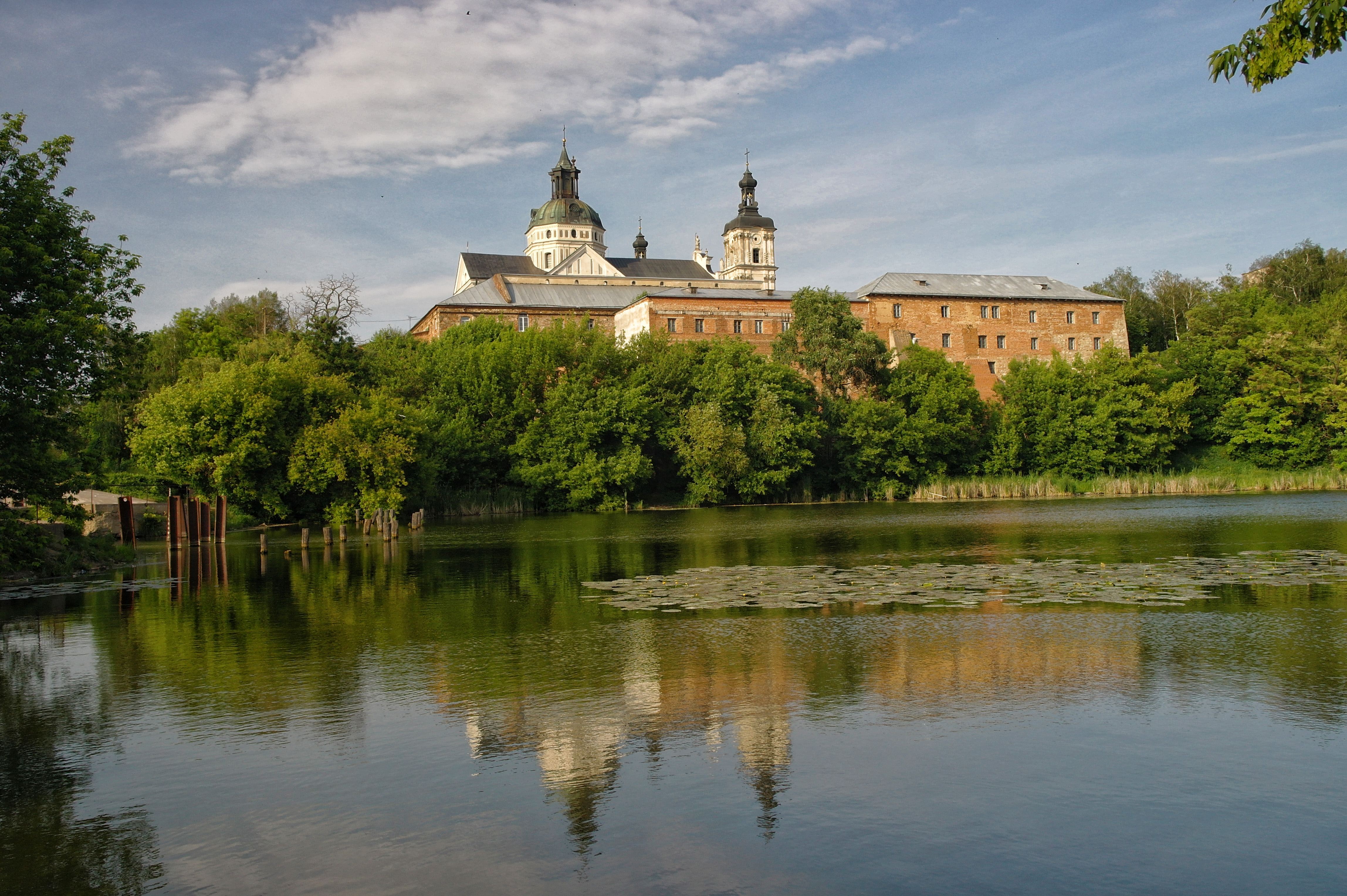
Panorama klasztoru karmelitów

W 2008 po wielu usilnych staraniach udało się również odzyskać część zabudowań klasztornych, w których planowo do 2011 ma się znaleźć muzeum Josepha Conrada (urodzonego w Berdyczowie). O utworzenie tego muzeum przez wiele lat starało się Polskie Towarzystwo Conradowskie, kierowane przez profesora Zdzisława Najdera.
W ostatnich latach zarówno kościół, jak i klasztor zostały objęte projektem rewaloryzacyjnym, realizowanym w ramach Programu Ministra Kultury i Dziedzictwa Narodowego „Dziedzictwo Kulturowe”, finansowanym ze środków ministerialnych, które pochodzą bezpośrednio z budżetu Państwa Polskiego. 9 czerwca 2012 dokonano uroczystego oddania do użytku górnej części kościoła i ponownego poświęcenia świątyni, oraz przekazania z tej okazji darów od papieża w postaci naczyń liturgicznych. Potwierdzono również, że wkrótce dojdzie do otwarcia muzeum Josepha Conrada. 
Cudowny wizerunek Matki Bożej Berdyczowskiej pozostaje zaginiony, zaś w kościele znajduje się kopia poświęcona przez papieża Jana Pawła II i uroczyście intronizowana w 1997, zaś rok później koronowana.
25 czerwca 2024 decyzją papieża Franciszka kościół został ustanowiony bazyliką mniejszą, co zostało ogłoszone 21 lipca  przez goszczącego na Ukrainie wysłannika papieskiego kard. Pietro Parolina. 

Galeria
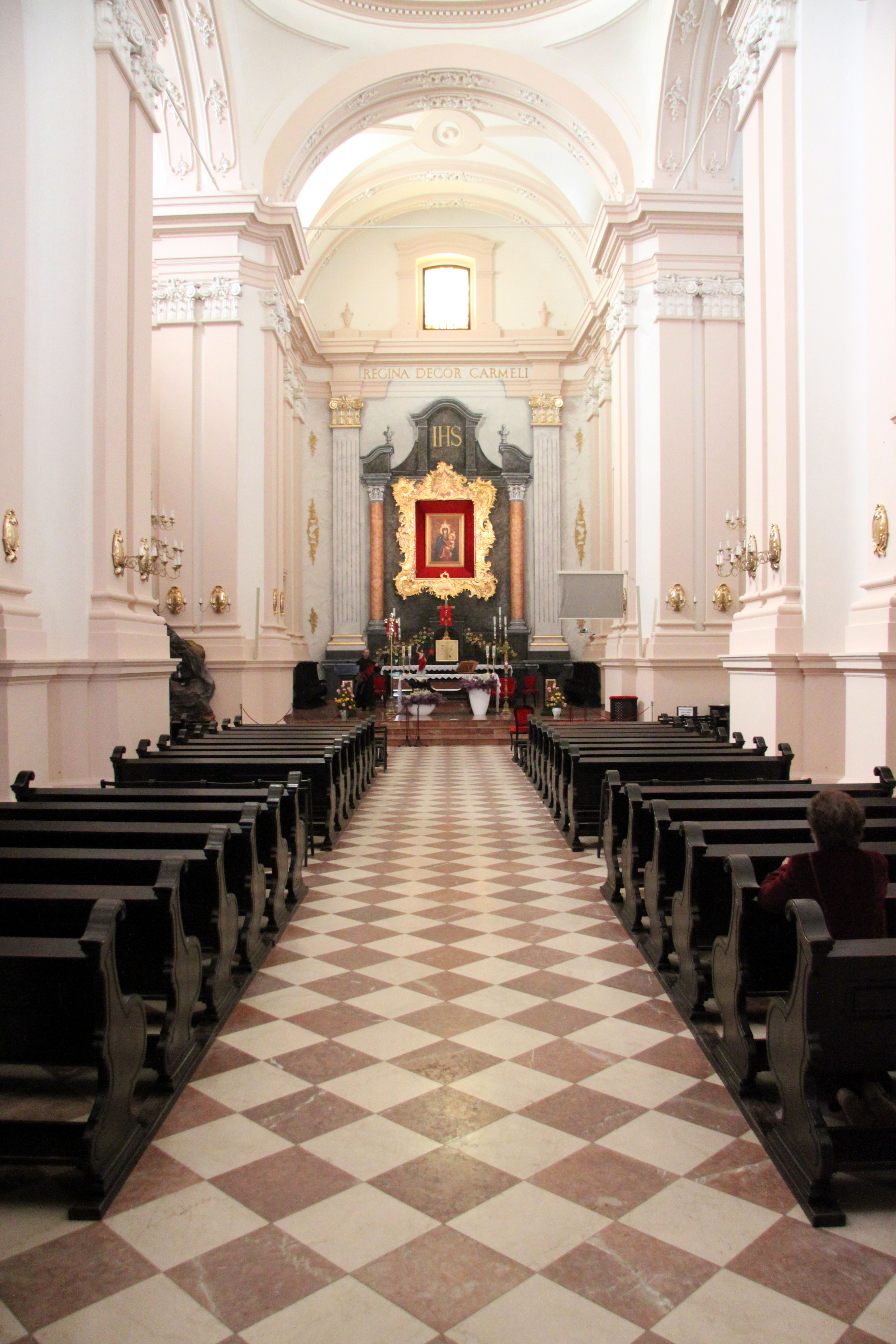
Wnętrze kościoła
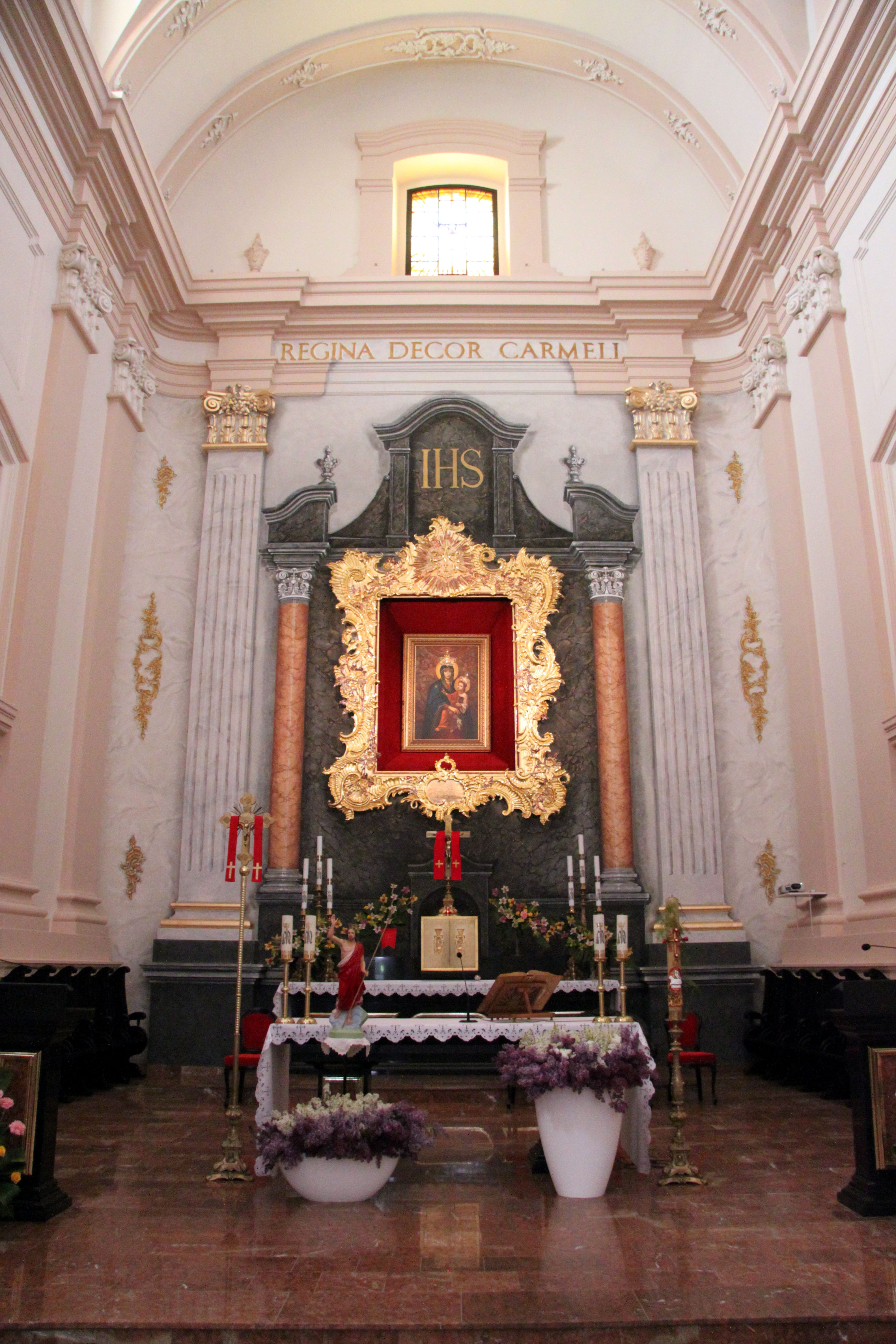
Ołtarz główny z kopią obrazu Matki Bożej Berdyczowskiej
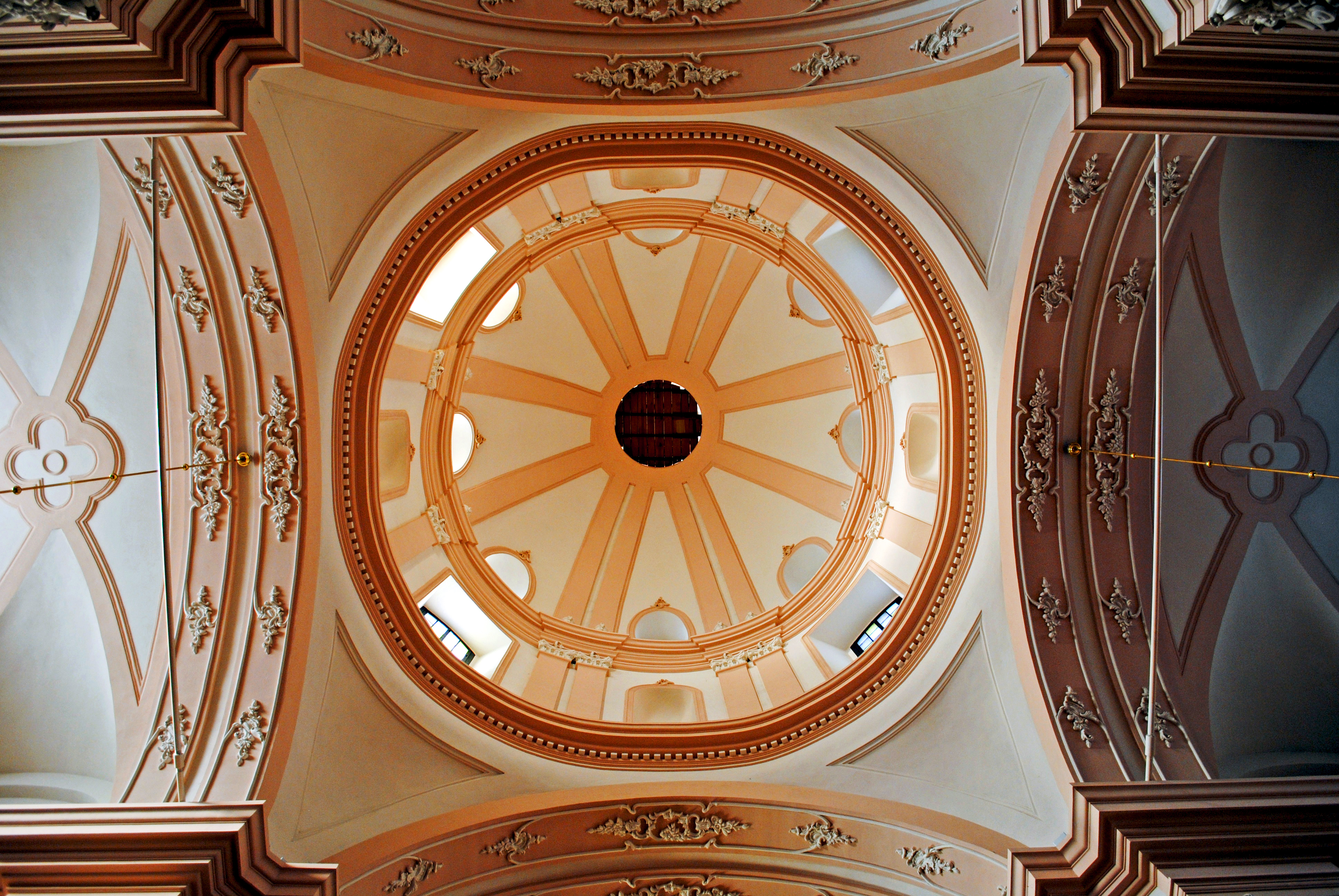
Kopuła kościoła